# Предводителев, Александр Саввич
Александр Саввич Предводителев (30 августа [11 сентября] 1891, село Букрино, Рязанская губерния — 27 декабря 1973, Москва) — советский физик, член-корреспондент АН СССР (1939).

## Биография
Родился в семье крестьянина-бедняка.
Учился в сельской школе, в Пронском городском училище, затем в рязанской гимназии № 2 (теперь — № 7). В 1910 году поступил на физико-математический факультет Московского университета, но уже в 1911 году за участие в революционных выступлениях студенческой молодёжи он был исключён из университета и выслан из Москвы. В 1912 году по ходатайству профессора Н. А. Умова был восстановлен в университете и после окончания его в 1916 году был оставлен для подготовки к профессорскому званию. Во время обучения в университете начал научную работу в бывшей лаборатории Лебедева П. Н. под руководством П. П. Лазарева. В 1919 году успешно сдал магистерские экзамены и был зачислен в штат в должности ассистента. Профессор в Московском университете с 1930 года.
В 1932—1933 годах заведующий кафедрой теплофизики физического отделения.
Профессор в Московском университете с 1934 года.
В 1933—1973 годах заведующий кафедрой теплофизики/молекулярной физики.
В 1937—1946 годах декан физического факультета МГУ и директор Научно-исследовательского института физики Московского университета. В этот период по его инициативе на физическом факультете МГУ создаётся ряд новых кафедр, в том числе кафедра математики. В 1944 году вступил в открытый конфликт с И. Е. Таммом и противодействовал его избранию на должность заведующего кафедрой теоретической физики физического факультета МГУ.
На его стороне было консервативное большинство Учёного Совета. Это противостояние привело к критической ситуации, когда было написано письмо 14 академиков. Создавшаяся ситуация получила развитие в июле 1944 года, когда В. М. Молотову было написано письмо четырёх академиков, в котором учёные за подписью академика А. Ф. Иоффе призывали заменить Предводителева. В 1946 году Предводителев был заменён на С. Т. Конобеевского.
С 1938 года параллельно заведовал лабораторией по физике горения Энергетического института АН СССР.
Инициатор создания на физическом факультете кафедры радиоактивности и атомного ядра в 1940 году.

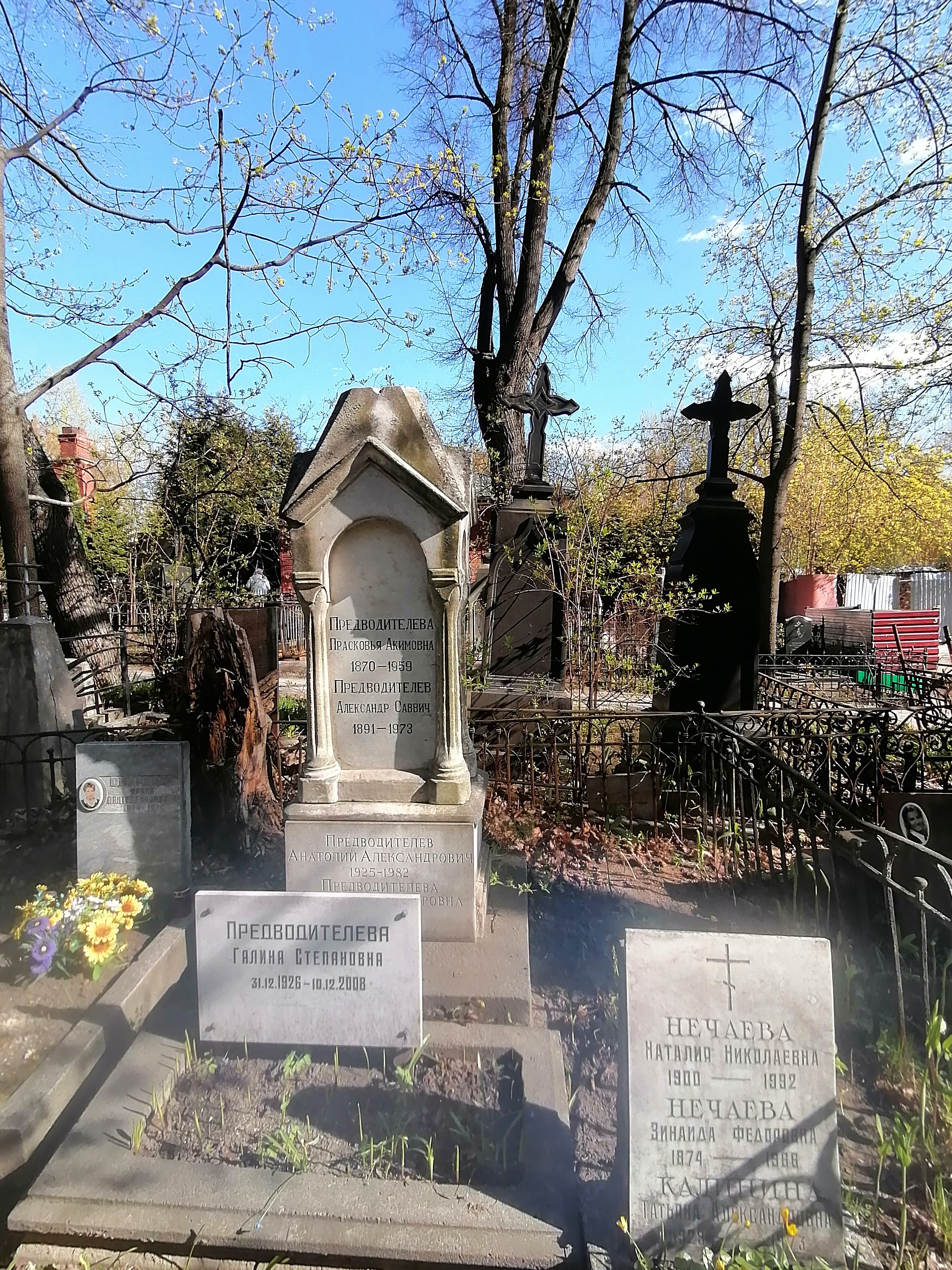
Могила на Введенском кладбище

А. С. Предводителев похоронен в Москве на Введенском кладбище (1 уч.).
После его кончины с 1973 года кафедрой молекулярной физики физического факультета стал заведовать его сын Анатолий Александрович Предводителев (1925—1982).

## Научная работа
Основные работы относятся к области молекулярной физики, гидродинамики и физики тепла, к вопросам исследования процессов горения, распространения волн в жидких и газовых средах, проблемам газовой динамики реагирующих сред, физическим свойствам жидкостей и другим. Принимал участие в теоретических и экспериментальных исследованиях процесса горения. Разработал широко применяемую в технике теорию гетерогенного горения, установившую связь между химическими и физическими процессами, обусловливающими горение углерода. В области гомогенного горения создал весьма плодотворный метод, развивающий идеи В. А. Михельсона. Разработал метод описания акустической дисперсии в жидкостях и газах, оказавшийся весьма эффективным при решении многих задач физической акустики.
В 1957—1962 годах создал многотомные подробные «Таблицы термодинамических функций воздуха», содержащие значения газодинамических и термодинамических величин для воздуха при температурах до 20 000° К и давлениях от 0,001 до 1000 атм.
Инициатор издания и автор ряда статей в сборнике «Очерки по развитию физики в России».

## Публикации
Опубликовал 3 монографии и около 200 статей:

### Книги
- Процесс горения угля. Механизм горения углерода и пути интенсификации сжигания твёрдых топлив / Под ред. А. С. Предводителева. — М.-Л.: ГОНТИ, 1938. — 132 с.
- Предводителев А. С., Хитрин Л. Н., Цуханова О. А., Колодцев X. И., Гроздовский М. К. Горение углерода. — М.; Л.: Изд-во АН СССР, 1949.
- Таблицы термодинамических функций воздуха (для температур от 6000° до 12 000 °K и давлений от 0,001 до 1000 атм.). — М.: Изд-во АН СССР, 1957 (совм. с Е. В. Ступоченко, И. П. Стахановым, Е. В. Самуйловым, А. С. Плешановым, И. Б. Рождественским).
- Таблицы термодинамических функций воздуха (для температур от 12 000° до 20 000 °K и давлений от 0,001 до 1000 атм.). — М.: Изд-во АН СССР, 1959 (совм. с Е. В. Ступоченко, Е. В. Самуйловым, А. С. Плешановым, И. Б. Рождественским).
- Таблицы газодинамических и термодинамических величин потока воздуха за прямым скачком уплотнения. — М.: Изд-во АН СССР, 1959 (совм. с Е. В. Ступоченко, Е. В. Самуйловым, А. С. Плешановым, И. Б. Рождественским).
- Графики термодинамических функций воздуха. — М.: Изд-во АН СССР, 1960 (совм. с Е. В. Ступоченко, Е. В. Самуйловым, А. С. Плешановым, И. Б. Рождественским).

### Статьи
- О связи между теплопроводностью, теплоёмкостью и вязкостью для жидких тел. // Журнал экспериментальной и теоретической физики, 1934, т. 4, вып. 1.
- Предводителев А. С., Цуханова О. А. Горение стенок угольного канала при вынужденной диффузии кислорода // Журнал технической физики. — 1940. — Т. 10. — № 13. — С. 1113—1120.
- Предводителев А. С. К теории процесса выгорания угольного канала // Журнал технической физики. — 1941. — Т. XI. — № 10. — С. 893—901.
- Предводителев А. С. К вопросу о газообразовании при горении угля в слое // Известия АН СССР. Отделение технических наук. — 1947. — № 10. — С. 1329—1340.
- Предводителев А. С. О законе Аррениуса в химической кинетике газовых реакций // ДАН СССР. — 1947. — Т. 57. — № 7. — С. 685—688.
- О флуктуациях и статистических системах // Вестник Московского университета, 1948, № 4.
- Предводителев А. С. О молекулярно-кинетическом обосновании уравнений гидродинамики // Известия АН СССР. Отд. технич. наук, 1948, № 4, стр. 545.
- Предводителев А. С. О тепловом движении в конденсированных средах и об их уравнении состояния // Вестник Моск. университета, сер. «Физика», 1949, № 3, стр. 49.
- Предводителев А. С. О скоростях химических реакций в турбулентных потоках (основные положения теории) // ИФЖ. — 1960. — Т. 3. — № 11. — С. 3-10.

## Награды и премии
- Орден Ленина (1945, 1955, 1972)
- Орден Трудового Красного знамени (4 ноября 1944) — за выдающиеся заслуги в деле подготовки специалистов для народного хозяйства и культурного строительства
- Орден Трудового Красного Знамени (1940)
- Орден Трудового Красного Знамени (1961)
- Орден Красной Звезды (1945)
- Медаль «За оборону Москвы»
- Медаль «За доблестный труд в Великой Отечественной войне 1941—1945 гг.»
- Сталинская премия II степени (1950) — за теоретические и экспериментальные исследования процесса горения углерода, изложенные в монографии «Горение углерода» (1949)
- Благодарность Маршала Советского Союза К. К. Рокоссовского и члена Военного совета фронта генерала армии К. Ф. Телегина (1944) — за техническую помощь, оказанную НИИ физики в организации фронтовой лаборатории и выделение для неё стиллоскопа[6]